# Lijst van plaatsen in South Gloucestershire
Dit is een lijst van plaatsen in South Gloucestershire.
- Abson
- Acton Turville
- Almondsbury
- Alveston
- Aust
- Awkley
- Badminton
- Bagstone
- Bitton
- Bradley Stoke
- Bridgeyate
- Cadbury Heath
- Catbrain
- Charfield
- Charlton
- Chipping Sodbury
- Churchend
- Coalpit Heath
- Codrington
- Cold Ashton
- Cowhill
- Cromhall
- Dodington
- Downend, South Gloucestershire
- Doynton

- Duckhole
- Dyrham
- Easter Compton
- Elberton
- Emersons Green
- Engine Common
- Falfield
- Filton
- Frampton Cotterell
- Frenchay
- Hallen
- Hambrook
- Hanham
- Harry Stoke
- Hawkesbury
- Hawkesbury Upton
- Hill
- Hillesley
- Hinton
- Horton
- Ingst
- Iron Acton
- Itchington
- Kingswood
- Latteridge

- Little Badminton
- Little Sodbury
- Little Stoke
- Littleton-upon-Severn
- Longwell Green
- Mangotsfield
- Marshfield
- Milbury Heath
- Morton
- New Passage
- Nibley
- North Common
- Northwick
- Old Down
- Old Sodbury
- Oldbury Naite
- Oldbury-on-Severn
- Oldland Common
- Olveston
- Over
- Patchway
- Pennsylvania
- Pilning
- Pucklechurch
- Rangeworthy

- Redwick
- Rockhampton
- Rudgeway
- Severn Beach
- Shepperdine
- Siston
- Soundwell
- Stoke Gifford
- Thornbury
- Tockington
- Tormarton
- Tortworth
- Tresham
- Tytherington
- Upton Cheyney
- Wapley
- Warmley
- Watley's End
- Westerleigh
- Whitfield
- Wick
- Wickwar
- Winterbourne
- Winterbourne Down
- Yate